# Salmiakki
Salmiakki (in finlandese) o liquirizia salata è una varietà di caramelle contenente cloruro d'ammonio in aggiunta all'estratto dalla radice di liquirizia, zucchero, amido o gomma arabica.
Il cloruro di ammonio (o sale di ammonio) ha un gusto piccante che ricorda vagamente il sale da cucina. Anche se alcuni tipi di normale liquirizia possano contenere piccole quantità di cloruro di ammonio, la liquirizia salata può arrivare a contenere fino all'8%. Il suo gusto salato è tipicamente mascherato da un maggiore contenuto di zucchero rispetto alla liquirizia semplice, può risultare peculiare al gusto.
Le caramelle di liquirizia salata sono solitamente nere o marrone molto scuro e la loro consistenza può variare da molto morbida a molto dura oppure fragile. Altri colori utilizzati sono il bianco ed il grigio. Il nero di carbone può essere utilizzato come colorante.

## Varianti nazionali

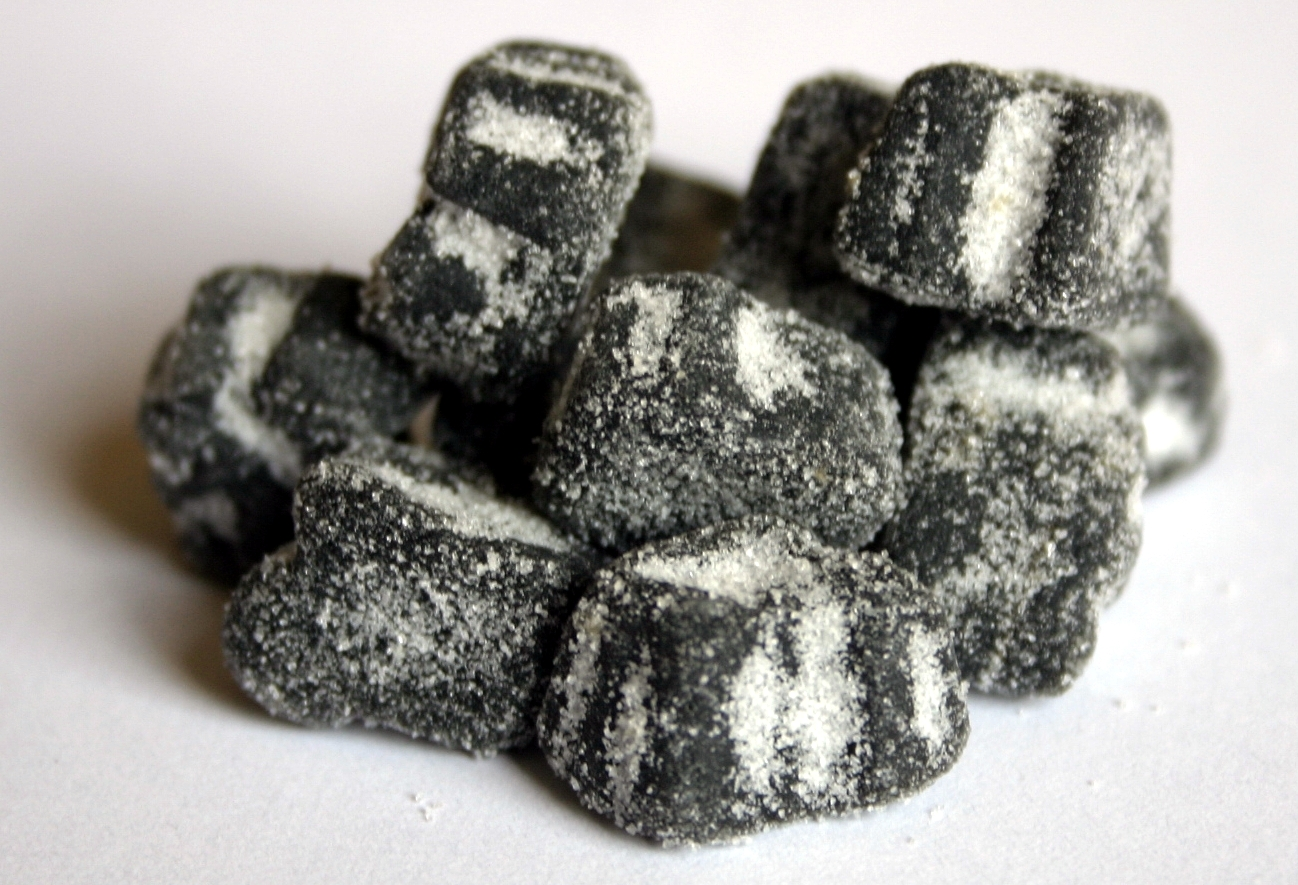
Liquirizia salata svedese "Djungelvrål".

La liquirizia salata è molto popolare nei Paesi nordici, come anche nei Paesi Bassi e nei Paesi Baltici. È chiamata anche salmiakk/saltlakris in norvegese, salmiakdrop in olandese, saltlakrids in danese, sāļā lakrica in lettone, salmiak o saltlakrits in svedese e saltlakkrís in islandese.
La radice comune salmiak(k) si riferisce all'ingrediente principale, il cloruro di ammonio.
In finlandese le caramelle sono chiamate salmiakki, anche se questo termine si può riferire ad altri prodotti contenenti cloruro di ammonio. Anche i termini salmiakkimakeinen (caramelle salmiakki) o salmiakkilakritsi (liquirizia salmiakki) sono talvolta usati. Per riferirsi al cloruro di ammonio si può usare raakasalmiakki (raaka significa grezzo).
In Finlandia Salmiakki era in origine un marchio registrato della Fazer, azienda produttrice di prodotti dolciari, ma divenne rapidamente un sinonimo per prodotti simili. La forma classica dei salmiakki finlandesi è a losanga.

## Altri usi
Oltre che nelle caramelle di liquirizia, il cloruro di ammonio è usato per aromatizzare liquori come vodka e brandy, gelati, bevande alla cola e carne (Salmiakkipossu è la marca di un preparato di carne di maiale aromatizzato al salmiakki).

### Selezione di prodotti
- Apteekin salmiakki, il salmiakki da "farmacia", venduto in origine come rimedio per la tosse
- Salmiakki Koskenkorva, vodka aromatizzata al salmiakki
- Salmiakkikola, cola aromatizzata al salmiakki
- Tyrkisk Peber (pepe turco in danese), popolare marca di salmiakki
- Jätte Salt (in origine "Dunder Salt"), caramella salmiakki svedese, particolarmente apprezzata in Norvegia
- Pantteri, caramella salmiakki gommosa
- Nogger Black, gelato aromatizzato al salmiakki venduto in Svezia
- Lakrisal, una caramella salmiakki svedese, molto salata